# Antiandrógeno
Antiandrógenos, também conhecidos como antagonistas de andrógenos ou bloqueadores de testosterona, são uma classe de medicamentos que previne os andrógenos, como a testosterona e a di-hidrotestosterona(DHT), de mediar seus efeitos biológicos no organismo. Eles agem bloqueando o receptor androgênico (RA) e/ou inibindo ou suprimindo a produção de andrógenos. Eles podem ser considerados os opostos funcionais de agonistas de RA por exemplo andrógenos e esteróides anabolizantes (EA) como testosterona, DHT e nandrolona e moduladores seletivos de receptor de androgênio (SARMs) como o enobosarma. Antiandrogênios são um dos três tipos de antagonistas de hormônios sexuais, sendo os outroso  antiestrogênios e o antiprogestógenos.
Antiandrógenos são usados para tratar uma variedade de condições dependentes de andrógenos. Nos homens, os antiandrogênicos são usados no tratamento do câncer de próstata, próstata aumentada, perda de cabelo no couro cabeludo, impulso sexual excessivamente alto, impulsos sexuais incomuns e problemáticos e puberdade precoce.